# Iwan Szpontak
Iwan Szpontak, pseud. Zalizniak, Łemisz, Dubrownyk, 25 (ur. 12 sierpnia 1919 w Wołkowyi koło Użhorodu, zm. 14 kwietnia 1989 w Wielkich Kapuszanach na Słowacji) – zastępca komendanta powiatowego Policji Ukraińskiej w Rawie Ruskiej, major, dowódca kurenia UPA „Mesnyky”, skazany za zbrodnie na polskiej ludności cywilnej przez Sąd Rejonowy w Przemyślu na karę śmierci, zamienioną w latach 60. na wieloletnie więzienie.

## Życiorys

### Przed II wojną światową
Miał dwóch braci i dwie siostry. Ukończył 4-klasową szkołę podstawową, Szkołę Gospodarczą w Michalowcach i 4-letnie studium nauczycielskie zakończone maturą w Użhorodzie. W roku 1938 został nauczycielem języka ukraińskiego w miejscowości Aklin Hora. W tymże roku walczył w obronie Ukrainy Karpackiej; po jej zajęciu przez wojska węgierskie zamieszkał w Wielkich Kapuszanach, a następnie przeniósł się do Bratysławy. W marcu 1939 roku powołany został do pracy przy robotach drogowych w Hanowerze do zmilitaryzowanego batalionu pracy.

### Działalność w Ukraińskiej Policji Pomocniczej
Zwolniony ze względu na zły stan zdrowia, w roku 1941 przyjechał do Lwowa. Nie należał do OUN, lecz z jej polecenia wstąpił w czerwcu do pomocniczej policji ukraińskiej. Pracował jako pracownik administracyjny w IV komisariacie przy ulicy Asnyka. Ukończył szkołę podoficerską policji we Lwowie w stopniu kaprala. W 1943 roku skierowany został do oficerskiej szkoły policji w Nowym Sączu, ukończył ją po pięciu miesiącach jako starszy sierżant i powrócił do IV komisariatu. Pod koniec roku skierowany został do Rawy Ruskiej jako zastępca powiatowego komendanta policji, na którym to stanowisku pozostawał do wiosny 1944 roku.

### W UPA
Na przełomie lutego/marca 1944 roku wyprowadził 30-osobowy oddział policjantów do lasu, gdzie jego grupa wpadła w sfingowaną zasadzkę. Odłączył się wraz z grupą 20 policjantów i wraz z nimi wstąpił do UPA, pozostali wrócili na niemiecką służbę. Zorganizował i był dowódcą sotni UPA, w okolicach Gorajca. Zaktywizował działalność UPA w tym rejonie, jego oddziały rozpowszechniały ulotki, wzywające Polaków do przenoszenia się za San. Pod jego dowództwem UPA atakowała i niszczyła polskie wsie, posterunki Milicji Obywatelskiej i zwalczała polskie wojsko. Popełnił szereg zbrodni na polskiej ludności cywilnej m.in. w Wiązownicy, Gorajcu, Chotylubiu, Rudce, Nowym Siole, Horyńcu, Bruśnie, Kowalówce, Cieszanowie. 
Jego oddział szybko się rozrastał - przybywali nowi ochotnicy, zwłaszcza dezerterzy z policji i SS-Galizien. 19 kwietnia 1944 spalili oni Rudkę, gdzie zamordowali siedemdziesięciu mieszkańców. 3 maja w dzień polskiego święta, spalili Cieszanów i zabili ponad 30 osób polskiego pochodzenia. Jego sotnia pod dowództwem Sydora wraz z mieszkańcami ukraińskich wsi dwukrotnie napadła też Kowalówkę, gdzie spalono znaczną część zabudowań i zginęło kilkunastu Polaków. Podczas nadejścia frontu niemiecko-sowieckiego, sotnie ukryły się w lasach na południe od Rawy Ruskiej, gdzie przetrwały bez strat. Pod koniec 1944 roku sotnia licząca początkowo 120 osób, rozrosła się do 400 ludzi, w związku z czym utworzono kureń.
W marcu 1945 roku został mianowany dowódcą 27 Odcinka Taktycznego UPA „Bastion” i szefem sztabu VI Okręgu Wojskowego UPA „Sian”. Potrafił dobrze podporządkować sobie okoliczny teren: zdobył liczną siatkę współpracowników wśród ludności ukraińskiej, zbrojnie popierających wszelkie akcje przeciwko Polakom, która obejmowała nawet tereny na lewym brzegu Sanu, również w Leżajsku. 17 kwietnia 1945 nastąpiła koncentracja sił kurenia: trzy sotnie pod osobistym dowództwem Szpontaka, wzięły udział w ataku na wieś Wiązownica. Jego rozkaz brzmiał, by każdy upowiec podpalił zabudowania i w razie oporu zabijał ludzi. Doszło do walki z oddziałem wojska i samoobrony polskiej zorganizowanej przez proboszcza Józefa Misia, w decydującym momencie Wiązownicę uratował oddział partyzancki NOW Radwana. Mimo tego zostało zamordowanych ok. 91–130 mieszkańców wsi. Spalono ponad 100 gospodarstw, co stanowiło niemal połowę domów we wsi.
Gdy jego oddział poszedł w rozsypkę w wyniku Akcji Wisła w 1947 roku, na rozkaz dowództwa, „Zalizniak” zdemobilizował część ludzi i przerzucił na Ziemie Odzyskane, a część na teren ZSRR by kontynuować walkę. Szpontak razem z dwoma ludźmi ochrony do października 1947 roku przebywał w lasach sieniawskich, a następnie przeszedł na Czechosłowację do swoich rodziców zamieszkałych w Wielkich Kapuszanach.

### Aresztowanie i skazanie
Zdemaskowany i aresztowany przez czechosłowacką bezpiekę w nocy 17–18 grudnia 1958 roku, został przekazany władzom polskim 1 października 1959, a 18 marca 1961 roku skazany na karę śmierci przez Sąd Rejonowy w Przemyślu (zamienioną 3 czerwca 1961 na dożywocie, a 9 lat później na 25 lat więzienia).
Przedterminowo zwolniony został z więzienia 4 listopada 1981 roku i powrócił do Czechosłowacji, gdzie zmarł w zapomnieniu.